# Alcurus tympanistrigus
Alcurus tympanistrigus là một loài chim trong họ Pycnonotidae. Chúng thường được tìm thấy ở Sumatra.